# HEPPSO
HEPPSO est le nom courant de l'acide 2-hydroxy-3-[4-(2-hydroxyéthyl)pipérazinyl]propanesulfonique, un acide sulfonique dérivé de la pipérazine utilisé comme tampon. C'est un composé faisant partie des tampons de Good, décrit et nommé en 1980. Son pKa de 7,9 à 25 °C présente un certain intérêt pour des applications en biochimie, c'est d'ailleurs avec cet usage en tête qu'il a été synthétisé. 